# Comitatul Ionia, Michigan
Comitatul Ionia, conform originalului din engleză Ionia County este unul din cele 72 de comitate din statul Michigan din Statele Unite ale Americii.
Fondat în 1851, comitatul este situat în centrul statului, pe peninsula inferioară (engleză Lower Peninsula). Sediul comitatului este localitatea omonimă cu numele comitatului, Ionia GR6, care este și cea mai populată localitate. Clădirea Curții de Justiție a comitatului (în engleză The Ionia County Courthouse) a fost proiectată și construită de Claire Allen, unul din arhitecții prominenți ai sudului statului Michigan.
Conform datelor furnizate de United States Census Bureau în urma recensământului din anul 2010, populația comitatului fusese 63.905 de locuitori.
Comitatul Ionia este parte a zonei metropolitane Grand Rapids-Wyoming, care include și comitatele Benzie, Kalkaska, respectiv Leelanau.

## Geografie
Conform Census 2000, localitatea avea o suprafață totală de 1.502,15 km2 (sau 580.23 sqmi), dintre care 1.483,97 km2 (ori 573.21 sqmi, sau 99.49%) reprezintă uscat și restul de 18,18 km2 (sau 7.02 sqmi, ori 0.51%) este apă.

### Comitate adiacente
- Comitatul Gratiot  (nord-est)
- Comitatul Montcalm  (nord)
- Comitatul Clinton  (est)
- Comitatul Kent  (vest)
- Comitatul Eaton  (sud-est)
- Comitatul Barry County  (sud-vest)

## Populated places
| Orașe (Cities) - Belding - Ionia - Portland | Sate (Villages) - Clarksville - Hubbardston (parțial) - Lake Odessa - Lyons | - Muir - Pewamo - Saranac |

Cantoane / Districte (Townships)
| - Berlin Township - Boston Township - Campbell Township - Danby Township | - Easton Township - Ionia Township - Keene Township - Lyons Township | - North Plains Township - Odessa Township - Orange Township - Orleans Township | - Otisco Township - Portland Township - Ronald Township - Sebewa Township |

## Demografie
|  | Graficele sunt indisponibile din cauza unor probleme tehnice. Mai multe informații se găsesc la Phabricator și la wiki-ul MediaWiki. |

Date: Wikidata - grafică realizată de Wikipedia